# Губернатор Оренбургской области
Губерна́тор Оренбу́ргской о́бласти — высшее должностное лицо Оренбургской области.

## Полномочия губернатора области
Основные полномочия губернатора Оренбургской области:
- Обеспечивает законность и правопорядок на территории области.
- Представляет Законодательному собранию области на утверждение проект областного бюджета, отчёт о его исполнении, проекты программ социально-экономического развития области, законопроекты о введении или об отмене налогов, освобождении от их уплаты, другие законопроекты, предусматривающие расходы, покрываемые за счёт средств областного бюджета, а также иные проекты нормативных правовых актов.
- Подписывает устав области, законы области либо мотивированно отклоняет их, обнародует подписанные законы.
- Принимает в пределах своих полномочий правовые акты, даёт поручения органам исполнительной власти области и осуществляет контроль за их исполнением.
- Подписывает акты правительства области.
- Определяет структуру органов исполнительной власти Оренбургской области в соответствии с уставом области.
- Обеспечивает координацию деятельности органов исполнительной власти области с иными органами государственной власти области и в соответствии с законодательством Российской Федерации может организовать взаимодействие органов исполнительной власти области с федеральными органами исполнительной власти и их территориальными органами, органами местного самоуправления и общественными объединениями.

## Список губернаторов
- Елагин Владимир Васильевич (24 октября 1991 года — 29 декабря 1999 года).
- Чернышёв, Алексей Андреевич (29 декабря 1999 года — 15 июня 2010 года).
- Берг, Юрий Александрович (15 июня 2010 года — 21 марта 2019 года).
- Паслер, Денис Владимирович (18 сентября 2019 года — 26 марта 2025 года).
- Солнцев, Евгений Александрович (врио, с 26 марта 2025 года).

Предшественниками губернаторов Оренбургской области можно считать руководителей областного комитета партии.

## Источник
- Портал ОГВ Оренбургской области: Губернатор Архивная копия от 19 марта 2015 на Wayback Machine